# For You Blue
«For You Blue» es una canción de The Beatles escrita por George Harrison para su esposa Pattie Boyd que sería el tema de muchas de sus canciones de amor, incluyendo "It's All Too Much" y posiblemente "Something".
"For You Blue" es el sencillo cara B de "The Long and Winding Road" (en Estados Unidos) y la pista número 11 del último LP de The Beatles Let It Be. Junto con "The Long and Winding Road" fue sencillo #1 en el Billboard Hot 100 en 1970. A pesar de eso, no fue incluido en el álbum 1 del año 2000, en donde recopila canciones que llegaron al primer puesto de las listas oficiales en Reino Unido y Estados Unidos (a diferencia de The Long and Winding Road que fue incluido en el álbum 1).

## Grabación
En la canción, John Lennon toca una lap steel guitar y ejecuta notablemente la técnica de la guitarra slide y aparece tocando con ella en una secuencia del film Let It Be. Harrison hace algunos comentarios durante la canción, incluyendo, "Go, Johnny, go" durante el solo de Lennon y "Elmore James got nothing on this baby", quizás refiriéndose a la canción de James "Madison Blues", similar a "For You Blue".

## Nombre de la canción
El título del tema era "George's Blues (Because You're Sweet and Lovely)" y fue grabado el 25 de enero de 1969. Fue retitulada entre el 10 de marzo y el 28 de mayo y fue llamada "For You Blue" durante la mezcla final para el lanzamiento del álbum Get Back.

## Personal[4]
- George Harrison - voz, guitarra acústica (Gibson J-200 con transporte en el 5.º casillero)
- John Lennon - steel guitar (Hofner Electric “Hawaiian Standard” lap steel)
- Paul McCartney - piano (Bluthner Model One Concert Grand) y bajo
- Ringo Starr - batería (Ludwig Hollywood Maple)